# Бектанов, Мурат Карибаевич
Мурат Карибаевич Бектанов (род. 18 сентября 1965, Северо-Казахстанская область, Казахская ССР, СССР) — казахстанский военачальник. Бывший министр обороны Республики Казахстан (31 августа 2021 — 19 января 2022). Генерал-лейтенант (2020).

## Биография
Родился 18 сентября 1965 года в селе Соколовка Соколовского района Северо-Казахстанской области.
В 1983 году был призван на срочную службу в ряды Советской армии. После года службы, в 1984 году поступил на обучение в Киевское высшее общевойсковое командное училище.
В 1988 году окончил Киевское высшее общевойсковое командное училище.
В 1989—1990 годы — командир мотострелкового взвода, командир десантно-штурмового взвода.
В 1990—1993 годы — начальник разведки десантно-штурмового батальона.
С 1993 по 1997 годы — командир взвода, роты курсантов Алма-Атинского высшего общевойскового командного училища.
В 1997—1998 годы — начальник штаба — заместитель командира мотострелкового батальона, офицер департамента боевой подготовки Министерства обороны Республики Казахстан.
С 1998 по 2000 годы — слушатель академии. В 2000 году окончил Военную академию Вооружённых сил Республики Казахстан.
В 2000—2001 годы — начальник группы, старший офицер департамента оперативного планирования Генерального штаба Вооружённых сил Республики Казахстан.
С 2001 по 2005 годы — начальник управления, начальник оперативного управления, начальник департамента боевой службы и подготовки войск Республиканской гвардии.
В 2005—2007 годы — слушатель Военной академии Генерального штаба. В 2007 году окончил Военную академию Генерального штаба Вооружённых сил Российской федерации.
С 2007 по 2010 годы — заместитель начальника департамента оперативного планирования Комитета начальников штабов Министерства обороны Республики Казахстан.
С 2010 по 2013 годы — начальник департамента оперативного планирования Комитета начальников штабов Министерства обороны Республики Казахстан.
С 2013 по 2016 годы — командующий войсками регионального командования «Восток» Республики Казахстан.
С июня по сентябрь 2016 — первый заместитель начальника Генерального штаба Вооружённых Сил Республики Казахстан.
28 сентября 2016 года распоряжением Президента Республики Казахстан назначен Главнокомандующим Сухопутными войсками Вооружённых сил Республики Казахстан.
6 мая 2020 года присвоено звание генерал-лейтенанта.
31 августа 2021 года Указом Президента Республики Казахстан назначен министром обороны Республики Казахстан.
11 января 2022 года Указом Президента Республики Казахстан переназначен министром обороны Республики Казахстан
19 января 2022 года Указом Президента Республики Казахстан освобожден от должности Министра обороны Республики Казахстан
20 февраля 2022 года Бектанов был задержан и помещён под арест в интересах следствия, по подозрению в служебном бездействии в период чрезвычайного положения, введённого в Казахстане в связи с массовыми протестами в январе 2022 года.

## Задержание и суд
20 февраля Мурат Бектанов был задержан по подозрению в бездействии по службе. 22 февраля 2022 года столичный суд санкционировал меру пресечения в отношении подозреваемого Бектанова в виде содержания под стражей сроком на два месяца. 
24 февраля 2023 года приговором специализированного межрайонного военного суда по уголовным делам Мурат Бектанов осужден на 12 лет лишения свободы.

## Награды
- Орден «Данк» 2 степени (2014)[13]